# Folgen der globalen Erwärmung im Nahen Osten und Nordafrika
Die Folgen der globalen Erwärmung im Nahen Osten und Nordafrika beziehen sich auf Veränderungen des Klimas in der MENA-Region und die darauffolgenden Reaktionen, Anpassungs- und Minderungsstrategien der Länder in der Region. Im Jahr 2018 emittierte die MENA-Region 3,2 Milliarden Tonnen Kohlendioxid und produzierte 8,7 % der globalen Treibhausgasemissionen, obwohl sie nur 6 % der Weltbevölkerung ausmacht. Diese Emissionen stammen größtenteils aus dem Energiesektor, einem integralen Bestandteil vieler Volkswirtschaften des Nahen Ostens und Nordafrikas aufgrund der umfangreichen Erdöl- und Erdgasreserven, die in der Region zu finden sind.

## MENA-Region
MENA steht für Middle East and North Africa („Naher Osten und Nordafrika“) und umfasst einen Großteil der Länder der arabischen Welt. In der Regel werden folgende 19 Länder dazu gezählt: In Nordafrika Marokko, Algerien, Tunesien, Libyen und Ägypten sowie im Nahen Osten Saudi-Arabien, die Vereinigten Arabischen Emirate, Bahrain, der Irak, der Iran, Israel, Jordanien, Kuwait, der Libanon, Palästina, Qatar, Syrien, der Jemen und der Oman. Im erweiterten Gebrauch werden gelegentlich auch Afghanistan, Armenien, Aserbaidschan, Georgien, der Tschad, die Komoren, Zypern, Djibouti, Eritrea, Äthiopien, Malta, Mali, Mauretanien, Niger, Somalia, Sudan und die Türkei dazu gezählt.

## Klimatische Veränderungen

### Klimazonen
Nordafrika weist in der Klimaklassifikation nach Köppen und Geiger heiße Wüstenklimate (BWh) auf mit Jahresmitteltemperaturen über 18 °C. Die Region umfasst mit der Sahara die größte Trockenwüste der Welt. Dort fallen weniger als 25 mm Regen im Jahr und die Temperaturen reichen von über 50 °C im Sommer bis unter den Gefrierpunkt im Winter. Kühler und deutlich weniger trocken ist es im Atlas-Gebirge im Norden Marokkos, Algeriens und Tunesiens, wo bis zu 1500 mm Regen pro Jahr fallen. Kalte Wüstenklimate (BWk) mit einer Jahresmitteltemperatur unter 18 °C finden sich daher im Nordosten Marokkos und dem angrenzenden Nordwesten Algeriens. Angrenzend an diese herrschen im Norden Marokkos und Algeriens kalte Wüstenklimate (BSk) sowie sommerheißes Mittelmeerklima (Csa) nördlich an der Küste. Im Nahen Osten herrschen auf der arabischen Halbinsel in Saudi-Arabien, in den Vereinigten Arabischen Emiraten, in Jemen und im Oman, in Bahrain, Katar und Kuwait sowie im Süden Jordaniens, Syriens und des Iraks ebenfalls heiße Wüstenklimate.
In der für den Zeitraum 2071–2100 nach Szenario RCP8.5 der Treibhausgaskonzentrationen prognostizierten Klimaklassifikation breiten sich die heißen Wüstenklimate in Marokko und Algerien sowie auf der arabischen Halbinsel weiter nach Norden aus.

### Temperaturen und Hitzewellen

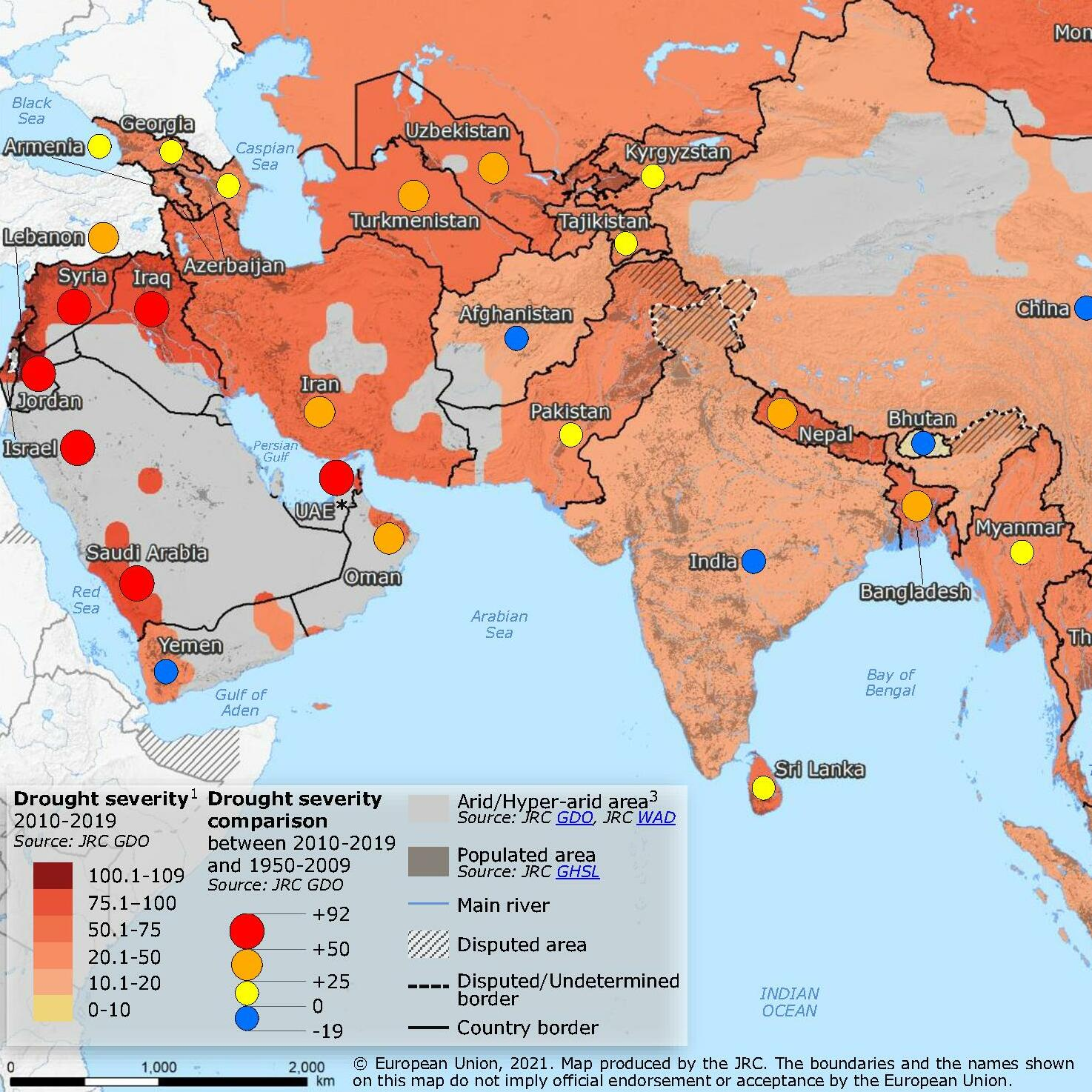
Veränderung der Schwere von Dürren im Nahen Osten und Südasien zwischen 2010 und 2019 im Vergleich zu 1950 bis 2009

Der Temperaturanstieg in Nordafrika aufgrund der Erderwärmung ist in den meisten Regionen doppelt so hoch wie im globalen Durchschnitt.  Seit den 1970er Jahren stiegen die Temperaturen dort um 0,2 bis 0,4 °C pro Jahrzehnt. Beispielsweise in Ägypten stiegen zwischen 1948 und 2010 zudem die Tiefsttemperaturen mit 0,08 bis 0,29 °C pro Jahrzehnt stärker als die Höchsttemperaturen mit 0,07 bis 0,24 °C pro Jahrzehnt, wodurch die Tagestemperaturspanne kleiner wurde. Bei in Nordafrika auftretenden Hitzewellen wurde zudem seit 1980 eine verlängerte Dauer und räumliche Vergrößerung beobachtet. Seit 2000 nahm auch die Anzahl der Hitzewellen in einem nicht natürlich erklärbarem Maß zu. Eine Zunahme an Hitzewellen ist in ganz Afrika zu beobachten, jedoch fällt der Trend in Nordafrika stärker aus.
Im Nahen Osten werden ebenfalls zunehmende Temperaturen beobachtet.

### Niederschläge
Der jährliche Gesamtniederschlag nahm von 1971 bis 2000 in den meisten Regionen Nordafrikas ab. In Algerien und Tunesien nahmen sie seitdem wieder zu und auch seit 2008 in Marokko. Prognostiziert werden dennoch bei einer Erderwärmung um 2 °C insgesamt abnehmende Niederschläge für Nordafrika, insbesondere im Nordwesten.
Im Nahen Osten werden abnehmende Niederschläge beobachtet.

### Stürme
Im Mittelmeerraum wurde bisher keine deutliche Zu- oder Abnahme von Medicanes beobachtet. Für die zukünftige Entwicklung wird jedoch ein weniger häufiges, aber intensiveres Auftreten als wahrscheinlich angesehen. Zudem wurde im Nahen Osten eine Zunahme an Sandstürmen in Intensität und Häufigkeit beobachtet.

## Auswirkungen

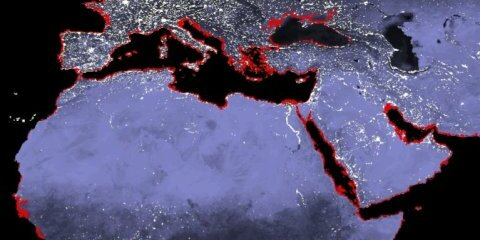
Betroffene Küstengebiete bei einem Meeresspiegelanstieg um 6 Meter (rot)

Satellitenbilder aus 1984, 2011 und 2014 des schrumpfenden Urmiasees in Iran

Von den Vereinten Nationen, der Weltbank und der Weltgesundheitsorganisation als eine der größten globalen Herausforderungen des 21. Jahrhunderts anerkannt, hat der menschengemachte Klimawandel derzeit einen noch nie dagewesenen Einfluss auf die natürlichen Systeme der Erde. Starke globale Temperatur- und Meeresspiegelveränderungen, sich verschiebende Niederschlagsmuster und die zunehmende Häufigkeit extremer Wetterereignisse sind einige der Hauptauswirkungen des Klimawandels, die vom Intergovernmental Panel on Climate Change (IPCC) identifiziert wurden. Die MENA-Region ist aufgrund ihrer ariden und halbtrockenen Umwelt besonders anfällig für solche Auswirkungen und sieht sich klimatischen Herausforderungen wie geringen Niederschlägen, hohen Temperaturen und trockenen Böden gegenüber. Die klimatischen Bedingungen, die solche Herausforderungen für die MENA-Region begünstigen, werden sich laut IPCC im Laufe des 21. Jahrhunderts weiter verschlechtern. Wenn die Treibhausgasemissionen nicht deutlich reduziert werden, besteht die Gefahr, dass ein Teil der MENA-Region noch vor dem Jahr 2100 unbewohnbar wird. Es wird erwartet, dass der Klimawandel die ohnehin schon knappen Wasser- und Landwirtschaftsressourcen in der MENA-Region erheblich belasten und die nationale Sicherheit und politische Stabilität aller beteiligten Länder bedrohen wird.
| Extremwetterereignis                                                                                     | Einfluss des menschengemachten Klimawandels | Beleg  |
| --- | --- | ------ |
| Hitzewelle im April 2023 in Spanien, Portugal, Marokko und Algerien                                      | Wahrscheinlichkeit des Auftretens in einem Jahr im aktuellen Klima bei 0,25 %; durch den menschengemachten Klimawandel um mindestens den Faktor 100 wahrscheinlicher geworden | [ 32 ] |
| Überschwemmungen im Mittelmeerraum im September 2023                                                     | Die extremen Regenfälle in Libyen wurden durch den Klimawandel um bis zu 50 Mal wahrscheinlicher und bis 50 % intensiver. Die gebrochenen Staudämme in Darna waren vermutlich nicht für so hohe Wassermassen ausgelegt und unzureichend gewartet. | [ 33 ] |
| Dürre in Syrien, Irak und Iran von Juni 2020 bis Juni 2023                                               | Wahrscheinlichkeit der Dürre durch um 1,2 °C erwärmtes Klima im Euphrat-Tigris-Becken (Syrien, Irak) um den Faktor 25 erhöht bzw. um den Faktor 16 im Iran | [ 34 ] |
| Schwere Niederschläge und Überschwemmungen in den Vereinigten Arabischen Emiraten und Oman im April 2024 | Ungewöhnlich schwere Niederschläge am 14. und 15. April führten zu Infrastrukturschäden und mindestens 20 Todesfällen. Einen signifikanten Einfluss hatte El Niño – die meisten ähnlichen Ereignisse traten ebenfalls in El-Niño-Jahren auf. Durch die globale Erwärmung war das Ereignis zudem 10 bis 40 % niederschlagsreicher als in einem El-Niño-Jahr in einem um 1,2 °C kühlerem Klima. | [ 35 ] |

## Klimapolitik
Dies hat einige MENA-Länder dazu veranlasst, sich mit dem Thema Klimawandel auf internationaler Ebene durch Umweltabkommen wie das Übereinkommen von Paris auseinanderzusetzen. Auch auf nationaler Ebene wird in den MENA-Ländern Politik gemacht, wobei der Schwerpunkt auf der Entwicklung erneuerbarer Energien liegt.
Die 28. UN-Klimakonferenz findet vom 30. November bis 12. Dezember 2023 in Dubai statt.